# Guachipas (Salta)
Guachipas is een plaats in het Argentijnse bestuurlijke gebied Guachipas in de provincie  Salta. De plaats telt 3.211 inwoners.